# Ahlbeck Grenze
Ahlbeck Grenze – przystanek osobowy na linii UBB w Seebad Ahlbeck, dzielnica gminy Heringsdorf, w Meklemburgii-Pomorzu Przednim w Niemczech, około 50 metrów od granicy polsko-niemieckiej, oraz od granic administracyjnych miasta Świnoujścia. Linia zarządzana jest przez Usedomer Bäderbahn.

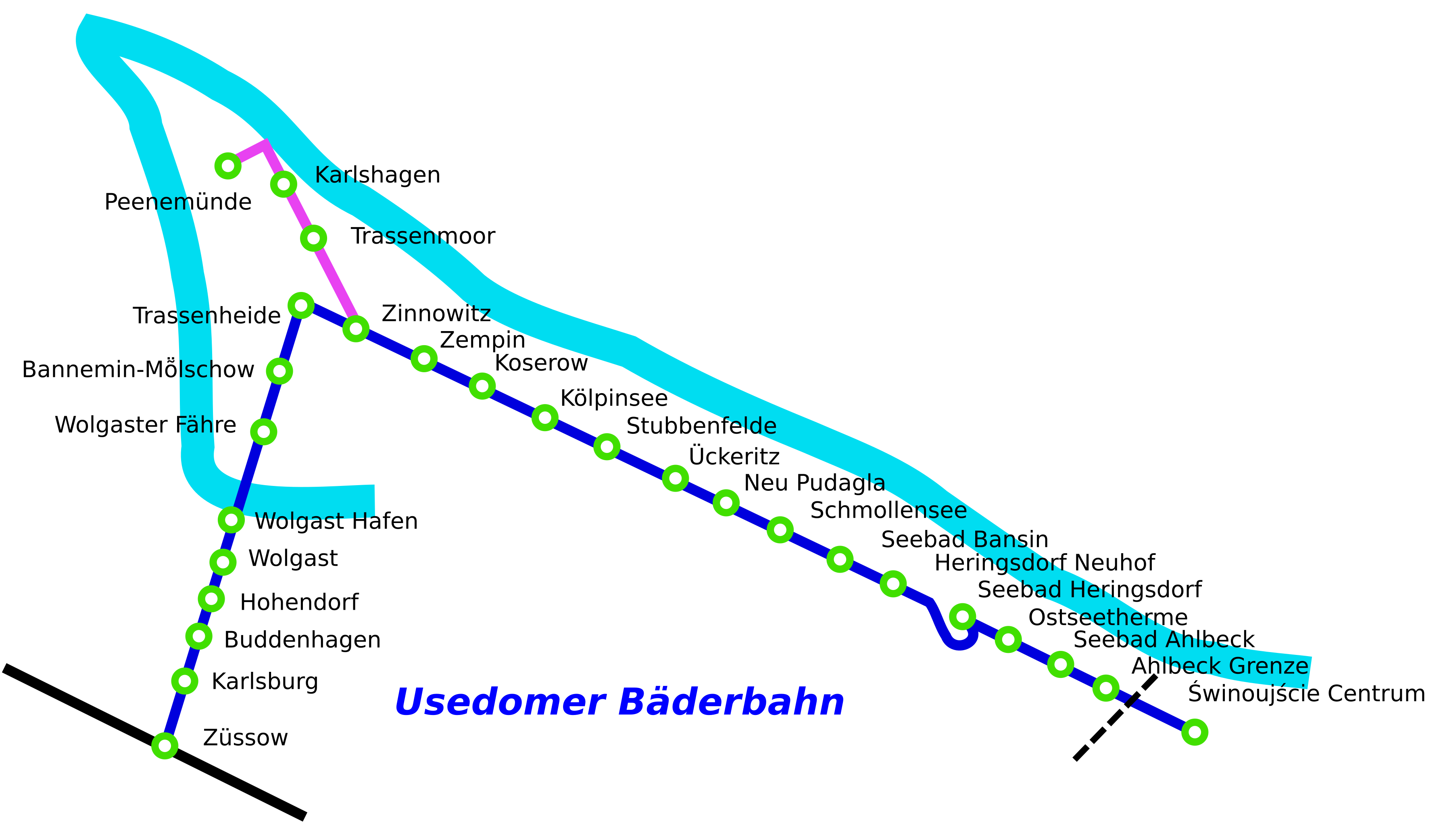
Kolej UBB na wyspie Uznam